# Nederlands Instituut voor Nijverheid en Techniek

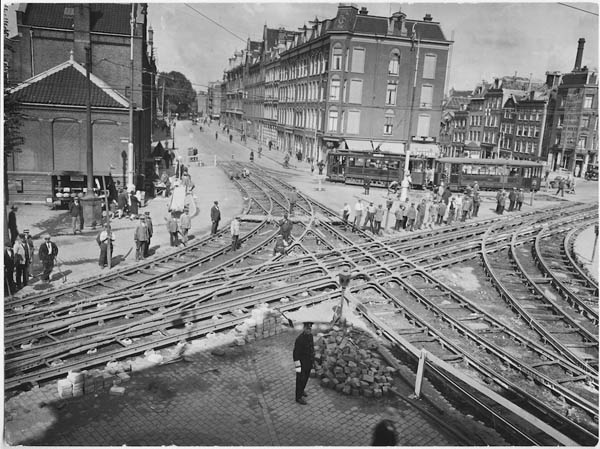
Links het oude schoolgebouw gefotografeerd in 1928. Hier was het NINT van 1952 tot 1983 gevestigd en de ingang was links voor aan de Rozengracht

Het Nederlands Instituut voor Nijverheid en Techniek (of NINT) werd op 21 mei 1952 geopend aan de Rozengracht in Amsterdam. Het NINT had als missie 'het doen toenemen van aandacht voor industrie en arbeid, zodat mensen worden geholpen bij een keuze voor een studie en beroep in de industriële sector'. De exposities gingen bijvoorbeeld over olie, metaal, elektronica, glas & keramiek of textiel & kleding. Latere exposities besteedden onder meer aandacht aan het atoom, telecommunicatie, energie, het weer, video of synthetische materialen.

## Geschiedenis
In 1923 werd door de industrieschilder Herman Heijenbrock het "Museum van den Arbeid" opgericht waar hij zijn verzameling objecten en schilderijen wilde laten zien aan (jonge) bezoekers. Door de crisis en oorlogsjaren groeide het museum echter niet uit tot het beoogde nationaal technische museum.
Na de oorlog kwam er een nieuwe directeur en werd de naam veranderd in het "Nederlands Instituut voor Nijverheid en Techniek" en werd gevestigd in een oud schoolgebouw. Men wilde kinderen interesseren in industriële en technische beroepen. Ook kwamen er tentoonstellingen die de werkelijkheid met foto's, producten, modellen en schema's nabootste.
Zo was er bijvoorbeeld een schakelkast met gangwiel en dashboard van een Amsterdamse gelede tram op ware grootte nagemaakt en kon door de bezoekers zelf worden bediend. Ook was er een schaalmodel van een lift die men zelf kon bedienen. Verder werden er filmvoorstelling gegeven en kwamen er voorlichtingsavonden voor de beroepskeuze voor kinderen met hun ouders.
Ook waren er regelmatige tentoonstellingen. Zo was er in 1970 in samenwerking met de NVBS de tentoonstelling "70 jaar tram in Amsterdam". Een andere tentoonstelling was "DAF Variorama, van brontosaurus tot lunamatic".
In 1979 kreeg de missie een moderne interpretatie. Het doel van het NINT wordt het oproepen van interesse voor de basisprincipes uit de natuurwetenschappen en technologische toepassingen, en het inzichtelijk maken van de menselijke rol hierbij. Hier was er niet meer alleen aandacht voor techniek maar ook bijvoorbeeld voor natuurkunde, chemie, de maatschappij en in later jaren computers. Ook kwam er een wetenschapstheater en een technische speeltuin voor de kleinste kinderen.
Vanwege de sloop van het oude schoolgebouw aan de Rozengracht verhuisde het NINT in 1983 naar de oude diamantslijperij Asscher aan de Tolstraat. Daar heeft het NINT tot 1997 voortbestaan. Het NINT is overgegaan in het science center NEMO aan het Oosterdok.
Het instituut werd door de jeugd veelvuldig bezocht en ook de museumjaarkaart was te gebruiken, maar om de drukte te beperken met die beperking dat de kaart maximaal vier keer per jaar voor het instituut gratis kon worden benut, wat ook op de kaart werd aangetekend met een stempel.